# Fletcherana leucoxyla
Fletcherana leucoxyla är en fjärilsart som beskrevs av Edward Meyrick 1899. Fletcherana leucoxyla ingår i släktet Fletcherana och familjen mätare. Inga underarter finns listade i Catalogue of Life.